# Campionati del mondo di corsa in montagna 1999
I Campionati del mondo di corsa in montagna 1999 si sono disputati presso il Parco di Kinabalu, in Malaysia, il 19 settembre 1999 sotto il nome di "World Trophy". Il titolo maschile è stato vinto da Marco De Gasperi, quello femminile da Rosita Rota Gelpi.

## Uomini Seniores
Individuale
| Pos.    | Atleta           | Nazione       | Tempo  |
| ------- | ---------------- | ------------- | ------ |
| Oro     | Marco De Gasperi | Italia        | 54'56" |
| Argento | Richard Findlow  | Inghilterra   | 56'17" |
| Bronzo  | Gino Caneva      | Italia        | 56'21" |
| 4       | Billy Burns      | Inghilterra   | 56'23" |
| 5       | Scott Gall       | Stati Uniti   | 56'42" |
| 6       | Lucio Fregona    | Italia        | 56'56" |
| 7       | Jonathan Wyatt   | Nuova Zelanda | 57'04" |
| 8       | Aaron Strong     | Nuova Zelanda | 57'10" |
| 9       | Robert Quinn     | Scozia        | 57'13" |
| 10      | Regis Roux       | Francia       | 57'28" |

Squadre
| Pos.    | Squadra       | Punti |
| ------- | ------------- | ----- |
| Oro     | Italia        | 23    |
| Argento | Francia       | 51    |
| Bronzo  | Nuova Zelanda | 74    |

## Uomini Juniores
Individuale
| Pos.    | Atleta             | Nazione       | Tempo  |
| ------- | ------------------ | ------------- | ------ |
| Oro     | Beniamino Lubrini  | Italia        | 35'51" |
| Argento | Florian Heinzle    | Austria       | 36'07" |
| Bronzo  | Jason Woolhouse    | Nuova Zelanda | 36'15" |
| 4       | Ben Ruthe          | Nuova Zelanda | 36'33" |
| 5       | Simon Bailey       | Inghilterra   | 36'36" |
| 6       | Emmanuel Meyssat   | Francia       | 36'51" |
| 7       | Johnny Cattaneo    | Italia        | 36'56" |
| 8       | Raphael Ivan Bizet | Francia       | 37'00" |
| 9       | Julien Rancon      | Francia       | 37'08" |
| 10      | Pavel Dobsicek     | Rep. Ceca     | 37'12" |

Squadre
| Pos.    | Squadra | Punti |
| ------- | ------- | ----- |
| Oro     | Italia  | 21    |
| Argento | Francia | 23    |
| Bronzo  | Austria | 28    |

## Donne Seniores
Individuale
| Pos.    | Atleta                 | Nazione       | Tempo  |
| ------- | ---------------------- | ------------- | ------ |
| Oro     | Rosita Rota Gelpi      | Italia        | 38'00" |
| Argento | Izabela Zatorska       | Polonia       | 38'41" |
| Bronzo  | Maree Bunce            | Nuova Zelanda | 39'11" |
| 4       | Flavia Gaviglio        | Italia        | 39'48" |
| 5       | Pierangela Baronchelli | Italia        | 39'58" |
| 6       | Melissa Moon           | Nuova Zelanda | 40'46" |
| 7       | Angela Mudge           | Scozia        | 40'49" |
| 8       | Karen Murphy           | Nuova Zelanda | 40'52" |
| 9       | Isabelle Guillot       | Francia       | 41'03" |
| 10      | Tracey Brindley        | Scozia        | 41'05" |

Squadre
| Pos.    | Squadra       | Punti |
| ------- | ------------- | ----- |
| Oro     | Italia        | 10    |
| Argento | Nuova Zelanda | 17    |
| Bronzo  | Scozia        | 39    |

## Donne Juniores
Individuale
| Pos.    | Atleta            | Nazione       | Tempo  |
| ------- | ----------------- | ------------- | ------ |
| Oro     | Cornelia Heinzle  | Austria       | 23'47" |
| Argento | Ines Hizar        | Slovenia      | 24'17" |
| Bronzo  | Kate Bailey       | Inghilterra   | 24'21" |
| 4       | Valentina Belotti | Italia        | 24'30" |
| 5       | Wanti Shinta      | Indonesia     | 24'58" |
| 6       | Tina Hizar        | Slovenia      | 25'01" |
| 7       | Lara Huges        | Inghilterra   | 25'07" |
| 8       | Murrihy Demezza   | Nuova Zelanda | 24'34" |
| 9       | Svetlana Bajic    | Scozia        | 25'48" |
| 10      | Emilia Krawczyk   | Polonia       | 25'52" |

Squadre
| Pos.    | Squadra     | Punti |
| ------- | ----------- | ----- |
| Oro     | Slovenia    | 14    |
| Argento | Inghilterra | 17    |
| Bronzo  | Italia      | 21    |

## Medagliere
| Posizione | Paese         | Oro | Argento | Bronzo | Totale |
| --------- | ------------- | --- | ------- | ------ | ------ |
| 1         | Italia        | 6   | 0       | 2      | 8      |
| 2         | Austria       | 1   | 1       | 1      | 3      |
| 3         | Slovenia      | 1   | 1       | 0      | 2      |
| 4         | Inghilterra   | 0   | 2       | 1      | 3      |
| 5         | Francia       | 0   | 2       | 0      | 2      |
| 6         | Nuova Zelanda | 0   | 1       | 3      | 4      |
| 7         | Inghilterra   | 0   | 1       | 1      | 2      |
| 8         | Polonia       | 0   | 1       | 0      | 1      |
| 9         | Scozia        | 0   | 0       | 1      | 1      |